# Айтел Фридрих фон Цолерн
Айтел Фридрих Млади фон Цолерн (на немски: Eitel Friedrich der Jüngere von Zollern; * 1454; † 27 юни 1490 в Монтфоорт, близо до Утрехт) от швабската линия на Хоенцолерните е нидерландски адмирал.
Той е син на граф Йобст Николаус I фон Хоенцолерн (1433 – 1488) и съпругата му графиня Агнес фон Верденберг-Хайлигенберг (1434 – 1467).
Той отива в свитата на Максимилиан I от Австрия в Холандия, за да потуши въстание на фламандците. През 1488 г. той е адмирал на Нидерландия.
Той умира неженен на 27 юни 1490 г. по време на обсадата на Монтфоорт, близо до Утрехт, Нидерландия.

По-малките му братя преди това също са убити през тази война: Фридрих Албрехт († 16 юли 1483), убит като императорски полковник при обсадата на Утрехт, и Фридрих Йохан († 18 ноември 1483), убит като императорски полковник в битката при Дендермонде.